# Romanzo di Nino
Il Romanzo di Nino (o Romanzo di Nino e Semiramide) è un'opera letteraria dell'antica Grecia, considerato l'antecedente del romanzo moderno.

## Origini
È il primo testo in prosa nato nell'ambiente greco che si possa considerare propriamente un romanzo. Dell'opera, databile al I secolo a.C., ci sono pervenuti solo alcuni esigui frammenti papiracei conservati a Berlino, Ginevra e Il Cairo.
L'interpretazione dei lacerti berlinesi, e l'individuazione del romanzo, avvenne nel 1893, a opera di Ulrich Wilcken, la cui scoperta costrinse a retrodatare all'età ellenistica la nascita del genere del romanzo nella letteratura occidentale, demolendo la consolidata convinzione di una sua genesi molto più tarda. Infatti il papiro è datato con precisione al 100 d.C.: poiché esso, scaduto all'uso di libro contabile, doveva avere almeno settant'anni, si può datare l'opera almeno nel tardo I secolo d.C..
Un riflesso iconografico del Romanzo di Nino è forse riconoscibile in mosaici provenienti da una villa di Antiochia.

## Trama
L'opera raccontava le avventure del diciassettenne Nino, re capostipite del regno assiro, innamorato della cugina Semiramide, quattordicenne.
Nei due frammenti rimasti, il romanzo segue le pene d'amore dei due cugini al primo manifestarsi del comune sentimento. Nino si reca a parlarne con franchezza a Derceia, madre della sua amata e sua zia, promettendole che sposerà Semiramide appena terminata la guerra in atto, mentre la ragazza, presa da vergogna e timore, fatica a confessare il suo sentimento a Tambe. Le due donne, infine, si incontrano per discuterne e, probabilmente, veniva fissato il matrimonio proprio al termine del conflitto.
Nino parte, poi, per la guerra conducendo l'esercito del padre, tuttavia scampando a malapena ad un terribile naufragio che lo priva di tutto. A questo punto, il papiro si interrompe.